# Neurogenia ocellaris
Neurogenia ocellaris là một loài tò vò trong họ Ichneumonidae.